# Hana yori dango
Hana Yori Dango (花より男子 lit. Los chicos son mejores que las flores?) es una serie de manga escrita e ilustrada por Yōko Kamio. Fue publicada en la revista Margaret de la editorial Shūeisha desde octubre de 1992 hasta junio de 2008. Fue galardonada en el 41.ª premiación del Premio Shōgakukan.
El título Hana Yori Dango es un juego de palabras del proverbio japonés "花より団子" (el dango es mejor que las flores), que significa que se debe anteponer las necesidades básicas como la alimentación (el dango es un tipo de dulce) a las sensoriales, como resulta el ver una flor bonita.

## Visión general
En 1995, se estrenó en Japón la película Hana Yori Dango, protagonizada por Yuki Uchida y Shosuke Tanihara. En 2001, se estrenó la serie de televisión taiwanesa Meteor Garden (2001), luego un especial Meteor Rain (2001), seguida en 2002 de la segunda y última temporada de esta versión Meteor Garden 2 (2002), protagonizada por Barbie Xsu y Jerry Yan. Fue transmitida por GTV.
Del 2005 al 2007 fue transmitido en Japón por la cadena de televisión TBS la serie Hana Yori Dango (2005), Hana Yori Dango: Returns (2007) y la película del 2008 Hana Yori Dango: The Final Act (2008), protagonizada por Mao Inoue y Jun Matsumoto. Se transmitieron dos especiales adicionales a la serie de televisión.
Una de las franquicias más exitosas y que lanzó a la fama a los actores surcoreanos Lee Min-ho y Koo Hye Sun fue Boys Over Flowers (2009), una serie de televisión transmitida en Corea del Sur por la cadena KBS2. Se transmitieron ese mismo año dos especiales Boys Before Flowers: F4 After Story (2009) y Boys Before Flowers: F4 Talk Show Special.
En este mismo año la cadena de televisión China Hunan TV lanzó una serie de televisión Let's Go Watch Meteor Shower (2009) y la segunda temporada Let's Watch The Meteor Shower Again (2010). Fue protagonizada por Hans Zhang y Zheng Shuang.
La locura de Hana Yori Dango finalmente llegó a Estados Unidos en el 2013 con la versión Boys Before Friends (2013), producida por TBC y Willkinn Media y que fue transmitida por Viki, aunque no se terminó. Fue protagonizada por Claude Racine en el primer episodio y Dawn Morrow en los siguientes episodios, en el papel de Domyoji fue Joseph Almani.

## Argumento
La historia se centra en Makino Tsukushi, una joven de quince años de clase trabajadora y luchadora por naturaleza, que se ve obligada a afrontar todo tipo de obstáculos y sentimientos. Los padres de Makino son pobres, pero por el bien de Makino y de su educación, ingresa en Eitoku, una institución elitista donde estudian los hijos de las familias más adineradas del país. Cuando llega allí se da cuenta de que ha entrado en un mundo totalmente diferente al que conocía, uno en el que te miden según el dinero que poseas. Su deseo es pasar desapercibida los dos años que le quedan por estudiar allí, pero sus aspiraciones quedarán frustradas el día en el que se enfrenta al "F4", un grupo de cuatro chicos que dominan la escuela, sometiendo incluso a los profesores, ya que son los cuatro muchachos más adinerados.

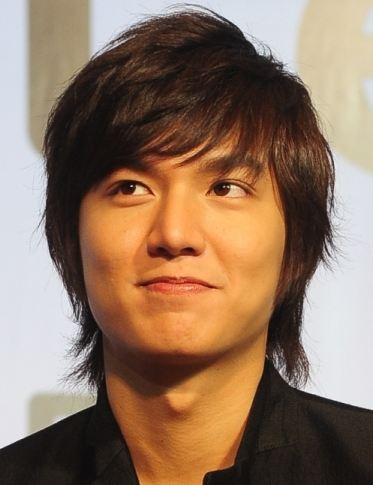
Lee Min Ho, Boys Over Flowers (2009).

## Personajes
- Tsukushi Makino (牧野つくし, Makino Tsukushi): es una chica bastante rebelde pero con un sentido de la honradez muy grande. Odia la superficialidad de todas las personas de alta la sociedad, por lo que tener que ir a estudiar a un colegio de élite no le hace ninguna gracia. Le gusta uno de los integrantes del F4, Rui, aunque sabe que puede que sea un amor imposible. A medida que pasa el tiempo algunos de sus compañeros la van conociendo y comprendiendo, mientras que otros jamás la entenderán, llegando solo a despreciar su estatus económico. Con el paso del tiempo se enamora de Tsukasa, pero no lo reconoce hasta que se ve a punto de perderlo. Tsukushi Makino, en las relaciones personales, es de lo más tímida y le imponen mucho las reacciones impulsivas de los chicos; ella necesita ir muy despacio a la hora de consolidar una relación. Ella aunque al principio detestaba y rehuía de los F4, al final se convierten en sus mejores amigos y entiende a cada uno y ellos también se encariñan de ella, demostrándolo en la fiesta de graduación, donde cada uno decide que ella es a quien querían llevar y bailan una pieza de baile con ella.
- Tsukasa Domyoji (道明寺司, Domyoji Tsukasa): su familia es la más rica y poderosa de todo Japón. Es brusco, un tanto violento, e irritante, y a la vez muy caprichoso, y con tendencias algo masoquistas, pero es como un niño pequeño, ya que él siempre ha tenido todo en esta vida, pero a su vez, es una buena persona en el fondo, siendo muy amable, sobre todo con Tsukushi, de la que está profundamente enamorado. Durante la historia se va viendo el cambio y la calidez que ejerce Tsukushi en la personalidad de Tsukasa, logrando hacerlo madurar un poco, apreciar las cosas y a las personas que tiene cerca. Es un chico muy guapo, siendo su principal característica física su pelo rizado, el cual muchas veces es objeto de burla por parte de Tsukushi. A medida que pasa el tiempo, se dará cuenta de sus actos y sus propios errores, haciendo que valore muchas cosas que antes no le importaban. En el manga, después de superar todos las obstáculos para estar por fin con Tsukushi, se entera de que su padre está enfermo, y decide irse a EE. UU. para encargarse de los negocios de su familia, dejando a Tsukushi (a quien le propuso matrimonio y no aceptó) esperándolo por 4 años.

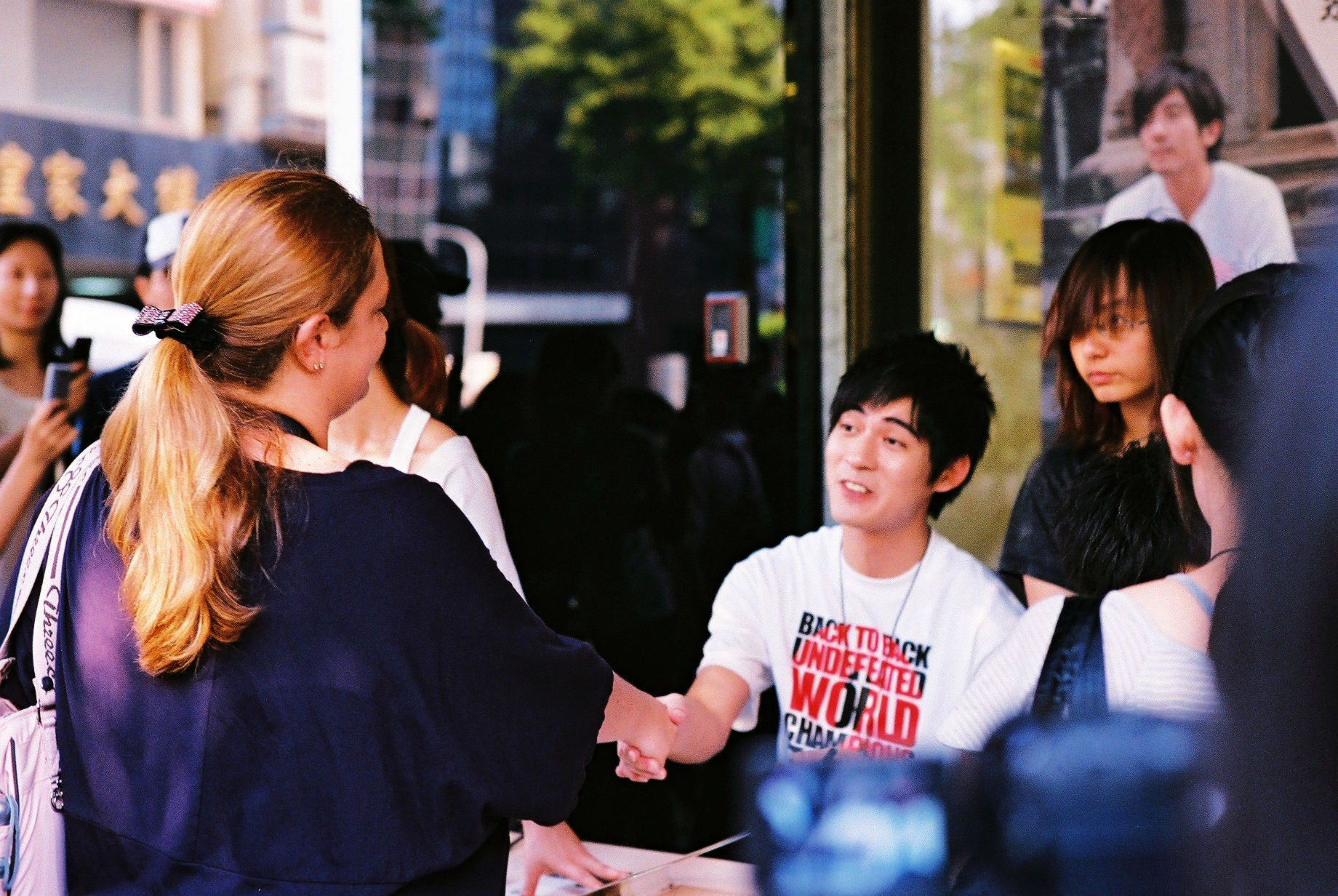
Vic Chou es Hua Ze Lei, interpreta el personaje de Rui.

- Vic Chou es Hua Ze Lei, interpreta el personaje de Rui.Rui Hanazawa (花沢类, Hanazawa Rui): Es un chico introvertido y pasivo, todo lo contrario a su mejor amigo Tsukasa. Apenas habla y por lo general no tiene interés en comunicarse con el mundo; se expresa únicamente tocando el violín en la escalera de incendios o en un jardín de rosas en la Eitoku. Tiene algo de mal genio y puede llegar a ser irónico. Dice que no le interesan los problemas de los demás, pero a medida que va conociendo más a Tsukushi, termina enamorándose de ella, lo cual le traerá problemas con Tsukasa en varias ocasiones. Su gran amor, antes de Tsukushi, fue su amiga de la infancia Shizuka Toudou, quien es un poco mayor que él. En el manga, es la contención de Tsukushi, él la salva constantemente cuando se mete en problemas, ella lo describe como su oasis, la atmósfera de él la cautiva y eso es lo que al principio la enamora, aunque el tenga solo cabeza para Shizuka y por ello va tras ella a Francia cuando esta decide renunciar a su apellido y convertirse en abogada. Al poco tiempo vuelve, con un cambio de personalidad bastante grande con lo que Tsukushi se encuentra sorprendida. Tsukushi y Rui intentan tener una relación, pero después de una cita fallida y los problemas que Tsukasa les ocasiona, Rui le dice a Tsukushi que no cree amarla y todo termina, haciendo que Tsukushi decida darle un punto final a sus sentimientos por él. Después de esto, poco a poco se ve cómo la personalidad de él cambia constantemente (riéndose siempre de pavadas, durmiendo mucho y viendo mucha T.V.). Llega un tiempo, cuando Tsukushi va a EE. UU. en busca de Tsukasa, Rui va tras Tsukushi y es ahí donde él le confiesa su sentimientos (en forma muy despreocupada), la forma en que le afectó cuando se enteró de que ella estaba de novia con Tsukasa y la forma en que pasaron a ser "solo amigos" y le aclara que sucedió con Shizuka en Francia y Canadá. Después de su regreso a Japón, Makino le aclara que al que realmente quiere es a Tsukasa y él le dice que no le importa: al confesarse no esperaba una relación ya que ella estaba con su mejor amigo, y se conformaría con solo verla sonreír y estar a su lado, así él la contiene constantemente en distintas ocasiones y la protege, llegando hasta el punto de golpear a Tsukasa (cosa que antes nunca había hecho ya que es un chico muy tranquilo). En el último tomo del manga (Nº37), él busca su papel en la vida y al final descubre que su papel es cuidar siempre de Tsukasa y Tsukushi.

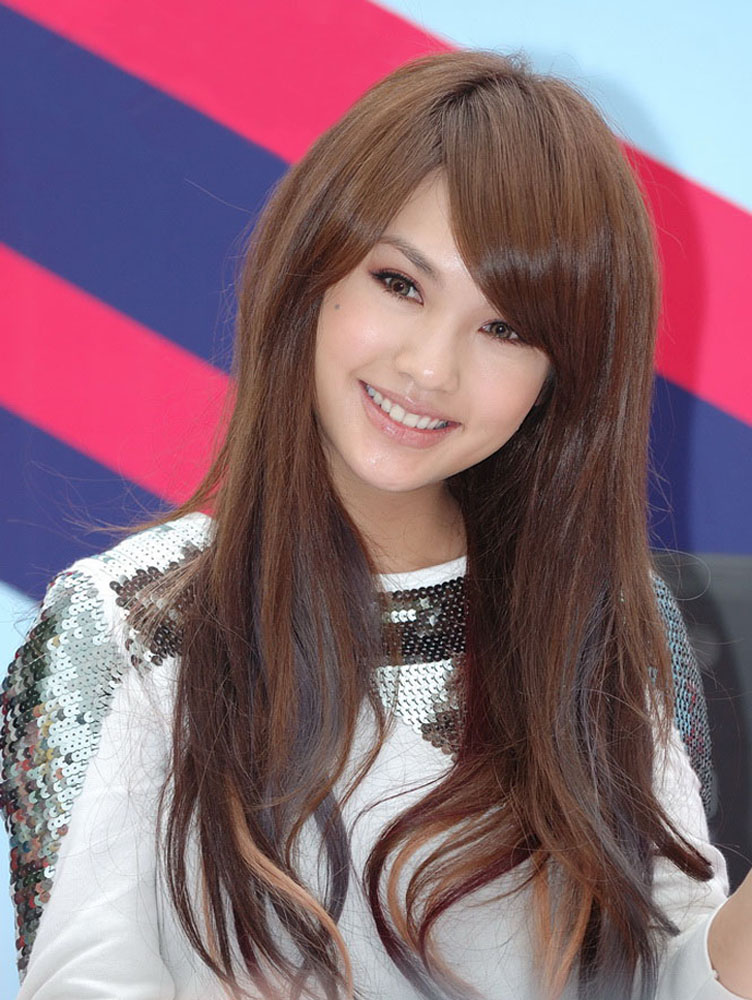
Rainie Yang interpreta a Yuki (personaje) de la primera versión taiwanesa.

- Rainie Yang interpreta a Yuki (personaje) de la primera versión taiwanesa.Soujirou Nishikado (西门総二郎, Nishikado Sojiro): es conocido como el "Playboy" por excelencia del F4, un mujeriego que abre su corazón a muy poca gente. Le encanta la vida nocturna y siempre estar circundado de buena compañía. El hecho de que Tsukasa sea virgen le produce dolor de cabeza, tanto que hace constantes bromas sobre el tema, al igual que con Rui. Está enamorado de su amiga de la infancia; sin embargo, vive una historia amorosa con Yuki, la mejor amiga de Tsukushi. Su familia está dedicada al arte del té desde hace generaciones. El y Mimasaka ayudan en la relación de Tsukushi y Tsukasa, le tienden varias trampas para que estén juntos, siempre hacen imitaciones de ellos dos juntos y algunas apuestas, cuando Tsukushi acepta el noviazgo con Tsukasa, ellos se ponen realmente felices ya que piensan que con ella Tsukasa va a dejar de aprovecharse de ellos, en definitiva, va a cambiar. Él tuvo un único amor de su vida y es cuando conoce a Yuki que se abre y le cuenta acerca de este y como lo perdió y cuando se preguntó que hubiera pasado si hubiera sido de otra forma todo. Además es Yuki quien lo ayuda por accidente a reencontrarse con Sara, su antiguo amor y lograr cerrar ese ciclo abierto que habían dejado. Y así se da cuenta de que perdió su oportunidad pero quedaron como amigos.
- Akira Mimasaka (美作あきら, Mimasaka Akira): conocido como el segundo "Playboy" del grupo, a este último lo Tachan de Don Juan. Mejor amigo de Soujirou, es el más medido del F4. Hijo de una familia yakuza, se siente un tanto avergonzado por su condición. Le encantan las mujeres mayores. Su papel no tiene mucha relevancia en la historia. En el manga, su papel tampoco tiene mucha relevancia, solamente se lo ve con su mejor amigo Soujirou, haciendo de las suyas con la relación de Tsukasa y Makino, aunque por ello, le dedican un One-shot al final de este "Luna Creciente" en el cual se le da a conocer, y saber un poco más el papel que ocupa en el F4. Como se sabe el destaca por ser mujeriego y que estas mujeres sean mayores de edad o casadas, esto se debe a que su madre sea muy joven (de 38 años, caprichosa y que constantemente se comporte de forma aniñada e indecisa) y también a sus dos hermanas pequeñas (gemelas) que lo aman tanto que no lo dejan en paz y siempre digan que se van a casar con el cuando sean grandes, ya que él es muy cariñoso y siempre las cuida. Su padre no tiene presencia en ningún capítulo, solamente es nombrado 1 o 2 veces, así que se nota que él es el encargado de cuidar de las 3 mujeres que hay en su casa. Con el F4, Akira ocupa el mismo papel, el de cuidar de todos. Aunque en el manga esto no se hace muy presente, en el One-shot se ve claramente como sucede desde su punto de vista, en este la única que se da cuenta es Tsukushi comparándolo con la situación de ella y su familia, aquí es donde Akira piensa que la chica que él necesitaría sería Makino, ya que ella fue la única de hacerlo sentir como una luna llena (ya que él sería como la "luna" y los otros F3 el "sol", porque aunque no se da a conocer, él es imprescindible para los otros 3: el que mantiene unido al F4), pero no podría ya que ella es de quien está enamorado su mejor amigo.
- Shizuka Toudou (藤堂 靜 Toudou Shizuka): Es una chica espléndida que vive su vida como si fuese una verdadera princesa al ser hija única de una poderosa familia y poseedora de una gran belleza debido a la cual trabaja como modelo. A diferencia de las chicas de su misma élite, Shizuka es una mujer excepcional, madura y bondadosa. Es el gran amor de Rui y se hace muy amiga de Tsukushi a lo largo de la historia. Avanzados algunos capítulos, ella renuncia a su apellido para ser abogada y se marcha a trabajar a Francia, cosa que extraña a todo el mundo. Rui va tras ella, pero al parecer esto no funciona del todo por lo que rompen cuando se encuentran en Canadá. Después de esto no se la ve más hasta el One-shot "Tres años más" donde ella se casa con un abogado.
- Yuki Matsuoka (松岡 優紀 Matsuoka Yuuki): Es la amiga íntima de Tsukushi. Es una persona muy frágil aunque a lo largo de la historia su carácter se hará más fuerte. Le gusta ayudar mucho a Tsukushi y tendrá una breve historia amorosa con Soujirou. Trabaja en la Dulcería con Tsukushi, también es pobre. Es una chica muy guapa.
- Kazuya Aoike (青池 和也 Aioke Kazuya): Es un viejo amigo de la infancia de Tsukushi. Su padre se hace rico con una pequeña empresa y por eso consigue reencontrarse con Tsukushi. Es un chico bastante alegre y no le importa mucho lo que digan de él. Esta locamente enamorado de Tsukushi. Su situación económica se ve amenazada al igual que la de Yuki, cuando la madre de Tsukasa quiere correr a Tsukushi del lado de su hijo.
- Haruo Makino (Makino Haruo): Es el padre de Tsukushi. Siempre está sin empleo. No es un personaje muy importante pero es muy divertido y se preocupa mucho por Tsukushi, igual que el resto de la familia. Su constante falta de empleo le ocasiona muchos dolores de cabeza y problemas a Tsukushi como que se tienen que mudar muchas veces durante la historia.
- Chieko Makino (Makino Chieko): Es la madre de Tsukushi. Está empeñada en que Tsukushi se case con un hombre rico. También es un personaje bastante divertido y aunque a veces su marido la irrita porque se queda sin trabajo, pero lo quiere mucho.
- Susumu Makino (Makino Susumu): Es el hermano de Tsukushi. No es un personaje muy poco conocido en la historia, pero tiene bastante interés ya que quiere mucho a su hermana y a veces hace que esta le pegue y se enfade con él.
- Kaede Domyoji (道明寺 楓 Domjoyi Kaede): Es la madre de Tsukasa. Tiene un carácter muy fuerte y mantiene sobreprotegido a su hijo. No quiere que Tsukasa y Tsukushi estén juntos. Tiene una cadena de hoteles a su nombre. Tiene apariencia de mujer frívola madura, aunque en el fondo quiere mucho a sus dos hijos.
- Tsubaki Domyoji (道明寺 椿 Domyoji Tsubaki): Es la hermana mayor de Tsukasa. Es la que crio a Tsukasa. Es una mujer de carácter fuerte como su madre. Está casada y vive en Los Ángeles, aunque cuando su marido viaja, ella va a Japón. Adora la relación de Tsukasa y Tsukushi, y los apoya siempre, se siente identificada con su historia, ya que ella también se enamoró de una persona que no estaba en su mismo estatus social.
- Tama (タマ, Tama-senpai): Es la jefa de las criadas de la casa de los Domyoji. Está con Tsukasa desde que era muy pequeño. Trabaja en esa casa desde que era muy joven. Es una mujer gritona de carácter muy fuerte. Ella entrena un tiempo a Tsukushi cuando intenta pagar de alguna forma la hospitalidad de Tsubaki al dejarla quedarse en su casa. Tama se logra encariñar con Tsukushi al igual que las demás empleadas y la ayuda contra la madre de Tsukasa en varias ocasiones. Al final cuando Tsukasa se va a marchar, Tama le dice que como vivirá ahí hasta que muera, la pase a visitar de vez en cuando.
- Sakurako Sanjou (三条 桜子 Sanjou Sakurako): Es una supuesta amiga de Tsukushi. Estaba enamorada de Tsukasa desde muy pequeña. Antes era muy fea pero se hizo una operación en el rostro. Volvió al colegio con la intención de vengarse de los F4 aunque no lo consiguió del todo.
- Shigeru Okahawara (大河原 滋 Okahawara Shigeru): Es la ex-prometida de Tsukasa y la amiga íntima de Tsukushi. Es una chica alegre y bondadosa. Es encantadora, algo rara y tiene un carácter infantil. Al principio presentaba una amenaza para Tsukushi ya que tenía una relación con Tsukasa parecida a la que tenía Tsukushi con él, pero Domyoji no dudo sobre a quien quería realmente y terminó por irse y dejarlos continuar con su relación, haciéndose buena amiga de ambos.
- Amon Kunisawa (Kunisawa Amon)
- Junpei Oribe (織部順平 Oribe Junpei): es un Kohai de Tsukushi y la salva de ser intimidado después de que ella regrese de su viaje de Canadá. Aparece por primera vez cuando era un niño nerd, con gafas y una actitud indiferente. Él es en realidad una famoso modelo para una revista muy conocida, ocultando su identidad en la escuela a través de sus gafas.
- Thomas (トーマス): Un chico guapo de Alemania que le recuerda a Tsukushi a Rui Hanazawa.
- Asai Yuriko (浅井 百合子あさい ゆりこ Asai Yuriko): es una estudiante en la Universidad de Eitoku. Ella y sus mejores amigas, Minako Yamano y Erika Ayuhara, forman parte del grupo conocido como los lirios. Minako y sus amigos intimidan a Tsukushi Makino en la escuela secundaria.
- Minako Yamano (山野 美奈子 Yamano Minako): es una estudiante en la Universidad de Eitoku. Ella y sus mejores amigas, Yuriko Asai y Erika Ayuhara, forman parte del grupo conocido como los lirios. Minako y sus amigos intimidan a Tsukushi Makino en la escuela secundaria.
- Erika Ayuhara (鮎原 えりか Ayuhara Erika): es una estudiante en la Universidad de Eitoku. Ella y sus mejores amigas, Yuriko Asai y Minako Yamano, forman parte del grupo conocido como los lirios. Minako y sus amigos intimidan a Tsukushi Makino en la escuela secundaria.
- Makiko Endo (遠藤 真木子 Endo Makiko): Amiga de Tsukushi la cual defendió al principio del ataque de Tsukasa.
- Nishida: Secretario de Kaede Domyoji, la madre de Tsukasa.

| Personaje          | Voz              | 1995             | 2001-2002   | 2005-2008     | 2009           | 2009-2010    | 2013                        |
| ------------------ | ---------------- | ---------------- | ----------- | ------------- | -------------- | ------------ | --------------------------- |
| Makino Tsukushi    | Miyashita Naoki  | Yuki Uchida      | Barbie Hsu  | Mao Inoue     | Koo Hye Sun    | Zheng Shuang | Claude Racine / Dawn Morrow |
| Domyoji Tsukasa    | Mochida Maki     | Shōsuke Tanihara | Jerry Yan   | Jun Matsumoto | Lee Min Ho     | Hans Zhang   | Joseph Almanic              |
| Hanazawa Rui       | Kouji Yamamoto   | Naohito Fujiki   | Vic Chou    | Shun Oguri    | Kim Hyun Joong | Yu Hao Ming  | Trenton L. Culkin           |
| Nishikado Soujirou | Yoshihiko Akaida | Saeki Kensaku    | Ken Chu     | Shōta Matsuda | Kim Bum        | Zhu Zi Xiao  | Erik Thomas                 |
| Mimasaka Akira     |                  | Hashizume Koichi | Vanness Wu  | Tsuyoshi Abe  | Kim Joon       | Wei Chen     | Jason S. Mordeno            |
| Aioke Kazuya       | Yoji Ietomi      |                  |             |               |                |              |                             |
| Domjoyi Tsubaki    | Chiho Okawa      |                  |             |               |                |              |                             |
| Domyoji Kaede      | Mika Doi         |                  |             |               |                |              |                             |
| Makino Haruo       |                  |                  |             |               |                |              |                             |
| Makino Chieko      |                  |                  |             |               |                |              |                             |
| Makino Susumu      |                  |                  |             |               |                |              |                             |
| Tama               |                  |                  |             |               |                |              |                             |
| Kunisawa Amon      |                  |                  |             |               |                |              |                             |
| Matsuoka Yuuki     |                  | Ai Sasamine      | Rainie Yang |               |                |              |                             |
| Sanjou Sakurako    |                  | Kaori Sakagami   |             |               |                |              |                             |
| Okawahara Shigeru  | Hiroki Takahashi |                  |             |               |                |              |                             |
| Oribe Junpei       |                  |                  |             |               |                |              |                             |
| Thomas             |                  |                  |             |               |                |              |                             |
| Toudou Shizuka     |                  | Marie Eguro      |             |               |                |              |                             |
| Asai Yuriko        |                  | Akari Tonegawa   |             |               |                |              |                             |
| Yamano Minako      |                  | Norika Fujiwara  |             |               |                |              |                             |
| Ayuhara Erika      |                  |                  |             |               |                |              |                             |
| Endo Makiko        |                  |                  |             |               |                |              |                             |
| Nishida            |                  |                  |             |               |                |              |                             |

## Hana Yori Dango (Drama CD)
Hana Yori Dango es una serie de tres dramas de audio, también llamados Drama CD o libros de CD, basado en el manga Boys Over Flowers. Fueron publicados por Shueisha de julio de 1993 a julio de 1994 tanto en CD como en casete.
Los tres dramas de audio lo protagonizan: Takuya Kimura (SMAP) como Rui Hanazawa, Chisa Yokoyama como Tsukushi Makino, y Takumi Nishio como Tsukasa Domyoji.
Tsukushi Makino, una plebeya, tiene un aprieto por el guapo y rico, Rui Hanazawa. Además, los otros miembros de la F4, en particular Tsukasa Domyoji se están convirtiendo en un problema. Tsukushi y Tsukasa se besan accidentalmente en la fiesta en su barco. Mientras tanto, Rui se vuelve loco de amor por su amiga de la infancia, Shizuka Toudou.
| Personaje          | Actor de Voz    | Rol                |  |
| ------------------ | --------------- | ------------------ |  |
| Makino Tsukushi    | Chisa Yokoyama  | Tsukushi Makino    |  |
| Domyoji Tsukasa    | Takumi Nishio   | Tsukasa Domyoji    |  |
| Hanazawa Rui       | Takuya Kimura   | Rui Hanazawa       |  |
| Nishikado Soujirou | Nobuo Tobita    | Soujirou Nishikado |  |
| Mimasaka Akira     | Takehito Koyasu | Akira Mimasaka     |  |
| Toudou Shizuka     | Saeko Shimazu   | Shizuka Todou      |  |
| Aioke Kazuya       | Hisayoshi Izaki | Kazuya Aioke       |  |

## Hana Yori Dango (Película)
Basada en la serie de manga Shojo japonesa “Hana Yori Dango” de Yoko Kamio. El título original en japonés “Hana Yori Dango” o “Boys Over Flowers”, se refiere a un proverbio japonés común es Hana Yori Dango ('花より団子?, literalmente ‘dumplings en vez de flores’), que alude a la preferencia por las cosas prácticas en lugar de por la estética con referencia a las personas que asisten al Hanami (fiesta de las flores), pero en lugar de disfrutar de las flores, se centran más en el lado materialista del evento como conseguir comida y la compra de suvenires. En el 1995 fue la primera historia de la serie por Toei Company. Fue lanzado en VHS en 1997 y en DVD en el 2001.

### Reparto
| Personaje          | Actor            | Rol                | Notas |
| ------------------ | ---------------- | ------------------ | ----- |
| Tsukushi Makino    | Inoue Mao        | Tsukushi Makino    |       |
| Tsukasa Domyoji    | Jun Matsumoto    | Tsukasa Doumyouji  |       |
| Rui Hanazawa       | Shun Oguri       | Rui Hanazawa       |       |
| Soujirou Nishikado | Koichi Hashizume | Soujirou Nishikado |       |
| Akira Mimasaka     | Kensaku Saeki    | Akira Mimasaka     |       |
| Yuukie Matsuoka    | Ai Sasamine      | Yuukie Matsuoka    |       |
| Shizuka Toudou     | Marie Eguro      | Shizuka Toudou     |       |
| Minako Yamano      | Norika Fujiwara  | Minako Yamano      |       |
| Sakurako Sanjou    | Kaori Sakagami   | Sakurako Sanjou    |       |
| Yuko Matsuoka      | Ai Sasamine      | Yuko Matsuoka      |       |
| Yuriko Asai        | Juri Tonegawa    | Yuriko Asai        |       |

### Hana Yori Dango OST
- Salut d'amour compuesta por Edward Elgar.
- Minuet del "Quintetto per archi E major, Op.13-5" compuesta por Luigi Boccherini.
- Tema de apertura de Bad to the Bone.
- Baby's Growing Up de Yuki Uchida (19 de agosto de 1995).
- Overnight Sensation de TRF.

### 5th Japan Film Professional Awards
- Yuki Uchida ganadora como mejor actriz.

## Hana Yori Dango (Anime)
Hana Yori Dango (花より男子, No Me Lo Digas con Flores, Los Chicos son Mejores que las Flores) es una serie de anime japonés basado en el manga Shōjo del mismo nombre que se trasmitió por TV Asahi desde 8 de septiembre de 1996 hasta el 31 de agosto de 1997, con un total de 51 episodios. Fue dirigido por Shigeyasu Yamauchi y producido por Toei Animation, Asatsu-DK, y ABC TV.
La serie fue lanzada en VHS y DVD en Japón. Viz Media obtuvo la licencia para Norteamérica en el 2003, para lanzar el manga. Discotek Media obtuvo la licencia en agosto del 2015, y lanzó la serie en octubre del 2015.

### Reparto
| Personaje          | Voz              | Rol                | Notas                                    |
| ------------------ | ---------------- | ------------------ | ---------------------------------------- |
| Makino Tsukushi    | Maki Mochida     | Tsukushi Makino    |                                          |
| Domyoji Tsukasa    | Naoki Miyashita  | Tsukasa Domyoji    |                                          |
| Hanazawa Rui       | Koji Yamamoto    | Rui Hanazawa       |                                          |
| Nishikado Soujirou | Yoshihiko Akaida | Soujirou Nishikado |                                          |
| Mimasaka Akira     | Yuta Mochizuki   | Akira Mimakasa     |                                          |
| Aioke Kazuya       | Yoji Ietomi      | Kazuya Aioke       |                                          |
| Domjoyi Tsubaki    | Chiho Okawa      | Tsubaki Domyoji    |                                          |
| Domyoji Kaede      | Mika Doi         | Kaede Domyoji      |                                          |
| Makino Haruo       | Nobuaki Suzuki   | Haruo Makino       |                                          |
| Makino Chieko      | Rumi Watanabe    | Chieko Makino      |                                          |
| Makino Susumu      | Takayuki Inoue   | Susumu Makino      |                                          |
| Tama               |                  | Tama-senpai        |                                          |
| Kunisawa Amon      |                  | Amon Kunisawa      |                                          |
| Matsuoka Yuuki     | Kanako Tobimatsu | Yuuki Matsuoka     |                                          |
| Sanjou Sakurako    | Rumi Shishido    | Sakurako Sanjou    |                                          |
| Okawahara Shigeru  | Emika Sato       | Shigeru Okawahara  |                                          |
| Oribe Junpei       | Hiroki Takahashi | Junpei Oribe       |                                          |
| Thomas             | Yusuke Oguri     | Thomas             |                                          |
| Toudou Shizuka     | Keiko Imamura    | Shizuka Todou      |                                          |
| Asai Yuriko        | Yoshiko Shimizu  | Yuriko Asai        |                                          |
| Yamano Minako      | Nami Sato        | Minako Yamano      |                                          |
| Ayuhara Erika      | Sahori Kajikawa  | Erika Ayuhara      |                                          |
| Endo Makiko        | Fuko Misaki      | Makiko Endo        |                                          |
| Urara Aoi          | Yoko Koyanagi    | Aoi Urara          |                                          |
| Nishida            | Hitoshi Honma    | Nishida            |                                          |
|                    | Daisuke Kishio   |                    | Tsukasa, Rui, Akira, estudiantes (joven) |
|                    | Miwa Matsumoto   |                    | Tsukasa, Soujirou y Tsubaki (joven)      |
|                    | Naoko Okada      |                    | Tsubaki, joven                           |
|                    | Naomi Matamura   |                    | Hermana de Yuuki                         |
|                    | Norito Yashima   |                    | Director, fotógrafo, estudiantes, otros  |

### Lista de Episodios en el anime
| Ep # | Title                                                                      | Airdate                  |
| ---- | -------------------------------------------------------------------------- | ------------------------ |
| 1    | "Declaration of War!" "Sensen Fukoku!" ()                                  | 8 de septiembre de 1996  |
| 2    | "No Brand Girl!" "Nōburando no On'na!" ()                                  | 15 de septiembre de 1996 |
| 3    | "I Won't be Hurt!" "Kizutsui Tari Shinai!" ()                              | 22 de septiembre de 1996 |
| 4    | "The Ordinary Duo!" "Panpīna Futari!" ()                                   | 29 de septiembre de 1996 |
| 5    | "Me, Him... and the Other Guy!" "Kare to Atashi to Aitsu" ()               | 6 de octubre de 1996     |
| 6    | "Cinderella for a Night" "Ichiya no Shinderera" ()                         | 13 de octubre de 1996    |
| 7    | "Atami Night Love" "Koi no Ataminaito" ()                                  | 20 de octubre de 1996    |
| 8    | "The Nightmare of the Fall Term!!" "Shingaki no Akumu!!" ()                | 27 de octubre de 1996    |
| 9    | "Tsukasa Domyoji Snaps!" "Dōmyōji Tsukasa Kireru!" ()                      | 10 de noviembre de 1996  |
| 10   | "The Woman Who Gave Up Everything" "Subete o Suteru Josei" ()              | 17 de noviembre de 1996  |
| 11   | "Love Beyond the Horizon" "Ai wa Dai Soranokanatahe" ()                    | 24 de noviembre de 1996  |
| 12   | "A Date in the Snow" "Deto!? Yuki no Omotesandō" ()                        | 1 de diciembre de 1996   |
| 13   | "Love Moves Too Fast" "Haya Sugiru Koi no Tenkai" ()                       | 8 de diciembre de 1996   |
| 14   | "Sakurako's Secret" "Sakurako no Kakusareta Himitsu" ()                    | 15 de diciembre de 1996  |
| 15   | "Get Lost!!" "Tottoto Kiena!!" ()                                          | 22 de diciembre de 1996  |
| 16   | "Please Believe Me!" "Atashi o Shinjite!" ()                               | 29 de diciembre de 1996  |
| 17   | "Mine at Last" "Yatto Tsukamaeta" ()                                       | 5 de enero de 1997       |
| 18   | "Will You Go Out with Me?" "Ore to Tsukiawanai?" ()                        | 12 de enero de 1997      |
| 19   | "Be Still My Beating Heart" "Sazameku Mune no Kotori" ()                   | 19 de enero de 1997      |
| 20   | "Night of Betrayal" "Uragiri no Atsui Yoru" ()                             | 26 de enero de 1997      |
| 21   | "The Crime and Punishment of a Kiss" "Kisu to Tsumitobachi" ()             | 2 de febrero de 1997     |
| 22   | "A Bewildering First Date!" "Tomadoi no Hatsu Dēto" ()                     | 9 de febrero de 1997     |
| 23   | "The Arrival of Tsubaki Domyoji!" "Dōmyōji Tsubaki ara Waru!" ()           | 16 de febrero de 1997    |
| 24   | "Love's Tempest! Being Expelled!?" "Ai no Arashi! Gakuen Tsuihō!?" ()      | 23 de febrero de 1997    |
| 25   | "Two Ways to Love" "Futari Sorezore no Ai" ()                              | 2 de marzo de 1997       |
| 26   | "Sleepless Night!" "Nemurenai Futari no Yoru!" ()                          | 9 de marzo de 1997       |
| 27   | "Tsukasa Goes to New York!!" "Dōmyōji, N. Y e!!" ()                        | 16 de marzo de 1997      |
| 28   | "Tsukushi Goes to Canada!!" "Tsukushi, Kanada e!!" ()                      | 23 de marzo de 1997      |
| 29   | "His Body Against Mine" "Aitsu no Nukumori!" ()                            | 30 de marzo de 1997      |
| 30   | "Do You Want a Friend?" "Tomodachi, Iranai?" ()                            | 6 de abril de 1997       |
| 31   | "Shock! Horror! Another Red Card!" "Shōgeki! Futatabime no Akafuda" ()     | 13 de abril de 1997      |
| 32   | "Tsukasa Won't Come...?" "Dōmyōji wa Konai?" ()                            | 20 de abril de 1997      |
| 33   | "Someday We'll Laugh..." "Itsuka Waraeru hi" ()                            | 27 de abril de 1997      |
| 34   | "The Woman in My Life!" "Ore no Daijina On'nadesu!" ()                     | 4 de mayo de 1997        |
| 35   | "Lovers on the Run!?" "Koi no Tōhikō!?" ()                                 | 11 de mayo de 1997       |
| 36   | "Tsukasa's Mother's Secret Plan" "Tsukasa no Haha no Hisokana Takurami" () | 18 de mayo de 1997       |
| 37   | "It's Showdown Time!" "Shikumareta Taiketsu!" ()                           | 25 de mayo de 1997       |
| 38   | "I Will Tame You!!" "Chōkyō Shite Ageru!!" ()                              | 1 de junio de 1997       |
| 39   | "Love Triangle from Hell!" "Ma no Toraianguru" ()                          | 8 de junio de 1997       |
| 40   | "The Turning of Love's Tide" "Koi no Hikigiwa Bunkiten" ()                 | 15 de junio de 1997      |
| 41   | "The Dawning of a New Day" "Atarashī Hibi no Hajimari" ()                  | 20 de junio de 1997      |
| 42   | "Surprise! A Double Date!" "Battari! W Dēto" ()                            | 29 de junio de 1997      |
| 43   | "Deep Wounds of the Heart" "Kokoro no Kizu wa Fukakute Omoi" ()            | 6 de julio de 1997       |
| 44   | "You're Not the One" "Omae ja Dameda!" ()                                  | 13 de julio de 1997      |
| 45   | "Open Up Your Heart" "Sunao ni Nareba?" ()                                 | 20 de julio de 1997      |
| 46   | "Hurricane Approaching" "Harikēn Sekkin-chū!!" ()                          | 27 de julio de 1997      |
| 47   | "New Student Shigeru Causes Shockwave!" "Tenkōsei Shigeru no Hamon!" ()    | 3 de agosto de 1997      |
| 48   | "Study Abroad!?" "Ryūgaku Suru Shika nai?!" ()                             | 10 de agosto de 1997     |
| 49   | "Our New Relationship" "Futari no Atarashī Kankei" ()                      | 17 de agosto de 1997     |
| 50   | "Time to Call It Quits" "Mō Oshimai ni Shiyo" ()                           | 24 de agosto de 1997     |
| 51   | "Neverending" "Nebāendingu" ()                                             | 31 de agosto de 1997     |

- 1 Declaración de guerra
- 2 La mujer sin clase
- 3 ¡No sufriré!
- 4 El dúo de clase media
- 5 Él, yo y ese tío
- 6 Por una noche, Cenicienta
- 7 Amor en una noche de Atami
- 8 La pesadilla del nuevo semestre
- 9 Doumyoji Tsukasa estalla
- 10 La mujer que deja atrás su pasado
- 11 El amor vuela alto sobre las nubes
- 12 ¿Una cita? Nieva en la calle principal
- 13 El amor llega demasiado rápido
- 14 El secreto oculto de Sakurako
- 15 ¡Piérdete!
- 16 ¡Cree en mí!
- 17 Finalmente eres mía
- 18 ¿Quieres salir conmigo?
- 19 Un ruidoso pajarito en mi corazón
- 20 Cálida noche de traición
- 21 Un beso desafortunado
- 22 Una primera cita desastrosa
- 23 Tsubaki Doumyouji vuelve a casa
- 24 Tormenta de amor ¿Desterrados de la escuela?
- 25 Cada uno con su amor
- 26 Noche de insomnio juntos
- 27 ¡Doumyoji hacia Nueva York!
- 28 Tsukushi, ¡hacia Canadá!
- 29 ¡Su calor!
- 30 ¿Necesitas un amigo?
- 31 La segunda tarjeta roja
- 32 Doumyoji...¿no viene?
- 33 Algún día, nos reiremos de este día
- 34 La mujer más importante de mi vida
- 35 ¿Fuga de enamorados?
- 36 El plan secreto de la madre de Tsukasa
- 37 ¡La confrontación planeada!
- 38 ¡Te voy a dar tu merecido!
- 39 El maléfico triángulo
- 40 El límite del amor: una encrucijada
- 41 El comienzo de nuevos días
- 42 Así, de repente ¡Una doble cita!
- 43 La cicatriz de mi corazón es pesada y profunda
- 44 ¡Tú no eres para mí!
- 45 ¿Por qué no eres honesta contigo misma?
- 46 !En dirección a un huracán!
- 47 Las consecuencias del traslado de Shigeru
- 48 ¿No tengo más remedio que estudiar en el extranjero?
- 49 Nuestra nueva relación
- 50 Acabemos esto de una vez
- 51 Interminable

## Hana Yori Dango (OVA)
Luego en el 1997 se estrenó en Japón el OVA Hana Yori Dango: The Movie (1997) de 90 minutos por el estudio Toei Animation. Esta versión aunque sigue la temática del manga, tiene un desarrollo de la historia diferente.
Ambientada en un tiempo alternativo a la serie de TV y el manga, la película representa la clásica historia de la Cenicienta, contada a través del baile y la danza de los años 80. Tsukushi Makino es una aprendiz de bailarina en el grupo New York Performance, que lucha para convertirse en la estrella del show con la ayuda de Rui Hanazawa y Tsukasa Doumyoji.

### Reparto
| Personaje          | Actor de Voz | Rol                | Notas |
| ------------------ | ------------ | ------------------ | ----- |
| Tsukushi Makino    |              | Tsukushi Makino    |       |
| Tsukasa Domyoji    |              | Tsukasa Doumyoji   |       |
| Rui Hanazawa       |              | Rui Hanazawa       |       |
| Soujirou Nishikado |              | Soujirou Nishikado |       |
| Akira Mimasaka     |              | Akira Mimasaka     |       |

## Meteor Garden (Serie de TV)
En el 2001 se estrenó la serie de televisión taiwanesa Meteor Garden (2001), luego un especial Meteor Rain (2001), seguida en el 2002 de la segunda y última temporada de esta versión Meteor Garden 2 (2002), protagonizada por Barbie Xsu y Jerry Yan. Fue transmitida por GTV.

### Meteor Garden
Shan Tsai, una chica de clase medio baja, va a la Universidad Ying De, la escuela privada exclusivamente para gente rica. Además de ser mirada con desprecio por sus compañeros millonarios, ella ha hecho enfurecer al líder de los F4, Dao Ming Si. El F4 está formado por Dao Ming Si, Hua Ze Lei, Xi Men y Mei Zuo, que son los herederos de las 4 familias más ricas y ellos donan mucho dinero a la escuela, así que absolutamente nadie se atreve a desafiarlos. Shan Tsai ha sido la única de la escuela que se ha atrevido a enfrentarse a Dao Ming Si y eso hizo que en él despertara un interés hacia ella. No obstante, su continua tortura hacia ella ha hecho que ella lo odie y también que ella se haya enamorado de Hua Ze Lei quien constantemente la ha estado ayudando en sus problemas.

#### Reparto
| Personaje          | Actor       | Rol         | Notas |
| ------------------ | ----------- | ----------- | ----- |
| Tsukushi Makino    | Barbie Hsu  | Shan Tsai   |       |
| Tsukasa Domyoji    | Jerry Yan   | Dao Ming Si |       |
| Rui Hanazawa       | Vic Chou    | Hua Ze Lei  |       |
| Soujirou Nishikado | Ken Chu     | Xi Men      |       |
| Akira Mimasaka     | Vanness Wu  | Mei Zuo     |       |
|                    | Rainie Yang |             |       |
|                    | Winnie Qian |             |       |
|                    | Edward Ou   |             |       |
|                    | An Ting     |             |       |

#### Meteor Garden OST
Lista de pistas
| N.º | Título                                                            | Intérprete         | Duración |
| --- | ----------------------------------------------------------------- | ------------------ | -------- |
| 1.  | "Love of My Life" (道明寺傷心之歌)                                | Queen              |          |
| 2.  | "Can't Help Falling in You" (情非得已 (Qing Fei De Yi))           | Harlem Yu          |          |
| 3.  | "Perfect Moment" (杉菜與花澤類之歌)                               | Martine McCutcheon |          |
| 4.  | "And I Love You So" (花澤類的成全)                                | Don McLean         |          |
| 5.  | "I Honestly Love You" (告白)                                      | Olivia Newton-John |          |
| 6.  | "When You're In Love With A Beautiful Woman" (道明寺的初戀進行曲) | Dr Hook            |          |
| 7.  | "Loving You" (西門的約會)                                         | Minnie Ripperton   |          |
| 8.  | "Never Surrender" (我是雜草杉菜)                                  | Corey Hart         |          |
| 9.  | "Almost Over You" (BYE BYE! 花澤類)                               | Sheena Easton      |          |
| 10. | "Settling" (杉菜的傷心之歌)                                       | Tara MacLean       |          |
| 11. | "I'll Never Fall in Love Again" (分手)                            | Emma               |          |
| 12. | "流星項鍊" (鄭鈞╱流星 (Yellow) (Coldplay Cover))                  | Zheng Jun          |          |
| 13. | "The Love You Want" (你要的愛)                                    | Penny Dai          |          |

### Meteor Garden II
Los F4 se han graduado de la Universidad Ying De Xue Yuan. Entonces para el viaje de graduación, Dao Ming Si invita a Shan Cai a ir a un viaje con él a España. Esta fue la manera del resto de los F4 de dejar que Shan Cai y Dao Ming Si estuvieran un tiempo a solas. Justo antes de que Shan Tsai y Dao Ming Si se fueran a España, Hua Ze Lei le da a Dao Ming Si un sobre con un “buen consejo” en él. Cuando Dao Ming Si abre el sobre, el consejo que le da Hua Ze Lei es que él le proponga matrimonio a Shan Tsai en una antigua iglesia que tiene una leyenda, así que Dao Ming Si compra un anillo el cual a Shan Tsai le había gustado mucho cuando lo vio y se prepara para proponerle matrimonio. Pero en su camino a la iglesia, Dao Ming Si sufre un accidente automovilístico el cual causa que él pierda la memoria, y de esa manera conoce a Ye Sha quien lo ayuda y lo cuida. La repentina desaparición de Dao Ming Si causa que Shan Tsai se preocupe, por lo que le pide a Jing que la ayude. Y también los otros tres miembros de los F4 van a España inmediatamente después de que se enteran de su desaparición. Shan Tsai espera mucho tiempo por él, regresa a Barcelona que casualmente se encuentran y en un extraño momento recuerda a Shan Tsai y ellos dos juran amor eterno en la iglesia en la que quedaron de verse después de ese incidente.

#### Reparto
| Personaje          | Actor       | Rol         | Notas |
| ------------------ | ----------- | ----------- | ----- |
| Tsukushi Makino    | Barbie Hsu  | Shan Tsai   |       |
| Tsukasa Domyoji    | Jerry Yan   | Dao Ming Si |       |
| Rui Hanazawa       | Vic Chou    | Hua Ze Lei  |       |
| Soujirou Nishikado | Ken Chu     | Xi Men      |       |
| Akira Mimasaka     | Vanness Wu  | Mei Zuo     |       |
|                    | Rainie Yang |             |       |
|                    | Winnie Qian |             |       |
|                    | Edward Ou   |             |       |
|                    | An Ting     |             |       |

#### Meteor Garden II OST
- Tema de apertura: "絕不能失去你" (Can't Lose You) - F4
- Tema de cierre: "煙火的季節" (Season of Fireworks) - F4

#### Emisiones Internacionales
- Fue transmitida en Indonesia por el canal Indosiar en el 2003.
- Fue transmitida en Filipinas por la cadena ABS-CBN en el 2003 y se volvió a transmitir en el 2007por el canal GMA Network doblado al Idioma tagalo. Siguiendo la primera temporada ABS-CBN volvió a transmitir la segunda temporada desde el 12 al 23 de mayo del 2014, pero fue cancelada. Jeepney TV también transmitió la serie hasta el 4 de julio de 2014 con el nombre Meteor Garden: Season 2 Uncut.
- En la quinta semana de la segunda temporada Myrtle Sarrosa interpretó la canción Your Face Sounds Familiar de Jerry Yan.
- La serie también fue transmitida en Tailandia por el Channel 3.

### Meteor Rain
Cuenta las historias de 4 de los integrantes de los F4: Dao Ming Si, Xi Men, Mei Zuo, Hua Ze Lei. Ocurrieron en tiempos distintos… Antes, durante o después de Meteor Garden.

#### Reparto
| Personaje          | Actor      | Rol         | Notas |
| ------------------ | ---------- | ----------- | ----- |
| Tsukasa Domyoji    | Jerry Yan  | Dao Ming Si |       |
| Rui Hanazawa       | Vic Chou   | Hua Ze Lei  |       |
| Soujirou Nishikado | Ken Chu    | Xi Men      |       |
| Akira Mimasaka     | Vanness Wu | Mei Zuo     |       |

## Hana Yori Dango (Serie TV)
Del 2005 al 2008 fue transmitido en Japón por la cadena de televisión TBS la serie Hana Yori Dango (2005), Hana Yori Dango: Returns (2007) y la película del 2008 Hana Yori Dango: The Final Act (2008), protagonizada por Mao Inoue y Jun Matsumoto.

### Hana Yori Dango
Makino Tsukushi (Inoue Mao) es una estudiante pobre en el Eitoku Gakuen, un colegio de estudiantes ridículamente millonarios y privilegiados que están liderados por las “4 Flores”, el F4, un grupo de cuatro chicos que provienen de las familias más poderosas de Japón: Domyoji Tsukasa (Matsumoto Jun, el líder y heredero de “Domyoji World Finance Group”, Hanazawa Rui (Oguri Shun), el introvertido heredero de una gran compañía; Nishikado Sojirou, un mujeriego heredero de un imperio de té ceremonial y Mimasaka Akira, el hijo de un famoso clan Yakuza venido a más. Si un estudiante por cualquier motivo se pone en el punto de mira del F4 recibe una tarjeta roja, que indica la aprobación para que todo el colegio le acose. Este drama está basado en el manga Shōjo para chicas “Hana Yori Dango” (No Me Lo Digas Con Flores) de la autora Yoko Kamio.

#### Reparto
| Personaje          | Actor         | Rol                | Notas |
| ------------------ | ------------- | ------------------ | ----- |
| Tsukushi Makino    | Mao Inoue     | Tsukushi Makino    |       |
| Tsukasa Domyoji    | Jun Matsumoto | Tsukasa Doumyouji  |       |
| Rui Hanazawa       | Shun Oguri    | Rui Hanazawa       |       |
| Soujirou Nishikado |               | Soujirou Nishikado |       |
| Akira Mimasaka     |               | Akira Mimasaka     |       |

#### Hana Yori Dango OST
- 1st Opening: Wish - Intérprete: Arashi
- Canción intermedia en escena de romance o tristeza: Planetarium - Intérprete: Ai Ōtsuka

### Hana Yori Dango: Returns
En esta segunda temporada de “Hana Yori Dango”, sigue justo tras la partida de Domyoji a Nueva York. Después de confesarse a Domyoji, Makino no ha vuelto a hablar con él en todo un año. Rui y los otros miembros del F4 intentan ayudarla para que vuelvan a encontrarse llevándola a Nueva York en las vacaciones de Navidad. A pesar de que el F4 y Makino se encuentran con Domyoji, notan que él parece haberse convertido en una persona totalmente diferente, y una forma un tanto agridulce retornan a Japón. Un tiempo después, la madre de Domyoji anuncia que ella y su hijo regresarán a Japón en breve. Una vez en Tokio se realiza una gigante y exclusiva fiesta por el cumpleaños de Tsukasa y da un anuncio de suma importancia. Tsukasa al igual que en la primera temporada, está comprometido con una heredera y riquísima chica. La única diferencia es que la boda se celebrará en poco tiempo. ¿Qué hará Makino? aquí comienzan sus desventuras, otra vez. Por otro lado Rui comienza a enamorarse profundamente de Makino. ¿Se convertirá esto en un campo de batalla de amor?.

#### Reparto
| Personaje          | Actor         | Rol                | Notas |
| ------------------ | ------------- | ------------------ | ----- |
| Tsukushi Makino    | Mao Inoue     | Tsukushi Makino    |       |
| Tsukasa Domyoji    | Jun Matsumoto | Tsukasa Doumyouji  |       |
| Rui Hanazawa       | Shun Oguri    | Rui Hanazawa       |       |
| Soujirou Nishikado |               | Soujirou Nishikado |       |
| Akira Mimasaka     |               | Akira Mimasaka     |       |

#### Hana Yori Dango: Returns OST
- 2nd Opening: Love so Sweet - Intérprete: Arashi
- Canción intermedia en escena de romance o tristeza: Flavor of life - Intérprete: Utada Hikaru

## Hana Yori Dango: The Final Act (Película)
Con Makino a punto de graduarse y prometida con Domyoji (Consagrado como presidente de su empresa), Sojirou como maestro de Ceremonia de Té, Akira ocupando el lugar de su padre y Rui preocupado por la boda de Shizuka en París, se diría que nuestros chicos no podrían estar más ocupados. Sin embargo cuando la carísima tiara “La sonrisa de Venus” (Regalo de la madre de Domyoji) es robada del hotel, Makino y Domyoji inician un viaje en su busca que les llevará a Las Vegas, Hong Kong y muchos otros lugares para poder encontrarla y así poder tener un amor infinito.

### Reparto
| Personaje          | Actor         | Rol                | Notas |
| ------------------ | ------------- | ------------------ | ----- |
| Tsukushi Makino    | Mao Inoue     | Tsukushi Makino    |       |
| Tsukasa Domyoji    | Jun Matsumoto | Tsukasa Doumyouji  |       |
| Rui Hanazawa       | Shun Oguri    | Rui Hanazawa       |       |
| Soujirou Nishikado |               | Soujirou Nishikado |       |
| Akira Mimasaka     |               | Akira Mimasaka     |       |

### OST
- Canción intermedia en escena de tristeza: Kisshug - Intérprete: Aiko Yanai
- Ending: One love - Intérprete: Arashi

## Boys over Flowers (Serie TV)
Una de las franquicias más exitosas y que lanzó a la fama a Lee Min Ho y Koo Hye Sun fue Boys Before Flowers (2009), una serie de televisión transmitida en Corea del Sur por la cadena KBS2. Se transmitieron ese mismo año dos especiales: Boys Before Flowers: F4 After Story (2009) y Boys Before Flowers: F4 Talk Show Special.
Geum Jan Di, es una chica humilde cuya familia es propietaria de una tintorería. Un día mientras realiza una entrega para un estudiante de la prestigiosa Escuela Superior Shinhwa, (escuela para ricos). Ella se percata que el chico iba a suicidarse desde la azotea por obtener la tarjeta roja de los F4, y justo en el preciso momento en el que salta Geum Jan Di le salva la vida al detenerlo y es llamada como la chica/mujer maravilla. Este acto género gran controversia en la ciudad, por lo cual es becada para asistir a la escuela. Al principio es maltratada y aislada por los demás estudiantes al recibir la tarjeta roja de los F4 (4 flores), que es un grupo de alumnos que gobiernan cruelmente la escuela por su belleza y riqueza. Gu Jun Pyo, líder de los F4 y sucesor de la Compañía Shinhwa empieza a tener sentimientos hacia Geum Jan Di, Yoon Ji Hoo también se enamora de Geum Jan Di, pero antes de que se diera cuenta de que estaba enamorado de ella, él tenía sus sentimientos puestos en su amiga de todo la vida Min Seo Hyun y ella “corresponde” ese sentimiento.

### Reparto
| Personaje          | Actor          | Rol          | Notas |
| ------------------ | -------------- | ------------ | ----- |
| Tsukushi Makino    | Koo Hye Sun    | Geum Jan Di  |       |
| Tsukasa Domyoji    | Lee Min Ho     | Gu Jun Pyo   |       |
| Rui Hanazawa       | Kim Hyun Joong | Yoon Ji Hoo  |       |
| Soujirou Nishikado | Kim Bum        | So Yi Jeong  |       |
| Akira Mimasaka     | Kim Joon       | Song Woo Bin |       |

### Boys Before Flowers OST
- Opening: Paradise - Intérprete: T-Max
- Ending: Because I'm Stupid - Intérprete: SS501

### Boys Before Flowers: F4 After Story
Drama musical de 25 minutos que concluye la saga de los F4 en formato ómnibus, que muestra a los cuatro miembros del F4 interpretado por: Lee Min-ho, Kim Hyun Joong, Kim Bum y Kim Joon, cinco años después de la última vez que los dejamos.

#### Reparto
| Personaje          | Actor          | Rol | Notas |
| ------------------ | -------------- | --- | ----- |
| Tsukasa Domyoji    | Lee Min Ho     |     |       |
| Rui Hanazawa       | Kim Hyun Joong |     |       |
| Soujirou Nishikado | Kim Bum        |     |       |
| Akira Mimasaka     | Kim Joon       |     |       |

### Boys Before Flowers: F4 Talk Show Special

#### Reparto
| Personaje          | Actor          | Rol | Notas |
| ------------------ | -------------- | --- | ----- |
| Tsukushi Makino    | Koo Hye Sun    |     |       |
| Tsukasa Domyoji    | Lee Min Ho     |     |       |
| Rui Hanazawa       | Kim Hyun Joong |     |       |
| Soujirou Nishikado | Kim Bum        |     |       |
| Akira Mimasaka     | Kim Joon       |     |       |

## Meteor Shower (Serie de TV)
En este mismo año la cadena de televisión china Hunan TV lanzó una serie de televisión Let's Go Watch Meteor Shower (2009) y la segunda temporada Let's Watch The Meteor Shower Again (2010). Fue protagonizada por Hans Zhang y Zheng Shuang.

### Let's Go Watch Meteor Shower
Meteor Shower es una versión de Hana Yori Dango. Aunque está basada en la historia original de la mangaka Yōko Kamio, no es como las demás versiones. Chu Yu Xun (Makino) logra entrar gracias a la ayuda de su tío, en la prestigiosa Universidad de Aliceton, con el firme objetivo de ser una gran estudiante, por otro lado Yun Hai (Tsukasa) llega a estudiar también, siendo este compañero de clase más adelante de Chu Yu Xun, además él se encontrara con Duan Mulei (Rui), Shangguan Ruiqian (Soujirou) y Ye Shuo (Akira) los tres chicos más populares de la universidad, con quien en un principio no se lleva del todo bien al igual que Chu Yu Xun sin embargo con el tiempo se conocen y vuelven grandes amigos formando así el F4. Gracias a la influencia de Yu Xun, los F4 finalmente se convierten en los cuatro mejores estudiantes de la escuela. Al mismo tiempo, se vuelven amorosos y hombres responsables. A través de los múltiples conflictos y penurias, Yu Xun y F4 crecen. Ellos aprenden a controlar sus propias vidas, escoger su propio futuro, y luchar por sus sueños.

#### Reparto
| Personaje          | Actor        | Rol               | Notas |
| ------------------ | ------------ | ----------------- | ----- |
| Tsukushi Makino    | Hans Zhang   | Chu Yu Xun        |       |
| Tsukasa Domyoji    | Zheng Shuang | Murong Yunhai     |       |
| Rui Hanazawa       | Yu Hao Ming  | Duan Mu Lei       |       |
| Soujirou Nishikado | Zhu Zi Xiao  | Shangguan Ruiqian |       |
| Akira Mimasaka     | Wei Chen     | Ye Shuo           |       |

#### Let's Go Watch Meteor Shower OST
- Opening: Starlit Fairy Tale
- Ending: He way i want to fly - Intérprete: Xu Fei
- Déjame cantar una canción para ti - Interpretada por los F4

### Let's Watch The Meteor Shower Again
Murong Yunhai recuerda a todos excepto a Chu Yu Xun, Murong Yunhai perdió la memoria en un accidente, su madre se lo lleva lejos de China para que no recuerde ni tenga ningún contacto con Chu Yu Xun. Todas las noches sueña con una chica y despierta, lo que le hace preguntarse quién es esta chica y por qué siente que la mitad de su corazón está perdida y vacía. Yun Hai le habla a su madre de la chica de sus sueños, pero su madre dice que no se preocupe y que debe olvidarse de ella. Sin embargo desobedece las órdenes de su madre y escapa de la casa, que es en realidad una isla y viaja alrededor del mundo para encontrar a la chica. Decide ir a Singapur y conoce a una chica, Jiang Yuan, y pensó que ella podría ser la chica que aparecía en sus sueños y que tanto buscaba, y poco a poco se va enamorando de Jiang Yuan equivocadamente. Sin embargo, cuando ambos regresan a China, Yun Hai siente como si alguien lo está esperando. ¿Podrá Yun Hai recuperar la memoria y recordar a Yu Xun. Por otro lado, ¿La relación entre Ye Shuo y Yun Hai terminará?. ¿Shangguan renunciará a su actitud de playboy y dar su corazón a Xiaoyu?. ¿Podría todavía haber esperanzas en la relación de Yun Hai y Yu Xun para que puedan tener un final feliz?.

#### Reparto
| Personaje          | Actor        | Rol               | Notas |
| ------------------ | ------------ | ----------------- | ----- |
| Tsukushi Makino    | Hans Zhang   | Chu Yu Xun        |       |
| Tsukasa Domyoji    | Zheng Shuang | Murong Yunhai     |       |
| Rui Hanazawa       | Yu Hao Ming  | Duan Mu Lei       |       |
| Soujirou Nishikado | Zhu Zi Xiao  | Shangguan Ruiqian |       |
| Akira Mimasaka     | Wei Chen     | Ye Shuo           |       |

## Boys Before Friends (Serie de TV)
La locura de Hana Yori Dango finalmente llegó a Estados Unidos en el 2013 con la versión Boys Before Friends (2013), producida por TBC y Willkinn Media y que fue transmitida por Viki, aunque no se terminó. Fue protagonizada por Claude Racine en el primer episodio y Dawn Morrow en los siguientes episodios, en el papel de Domyoji fue Joseph Almani.
Zoey, una bailarina de una familia de clase media, es aceptada en un programa de su último año de escuela que solo asiste la élite de los ricos y famosos. La escuela está dirigida por 4 chicos de las familias de élite en el país conocido como el F4. Cuando Zoey se enfrenta con los F4 para proteger a una amiga ella se encuentra en el medio del acoso escolar dirigido por los F4. Versión norteamericana de Hana Yori Dango.

### Reparto
| Personaje          | Actor | Rol | Notas |
| ------------------ | ----- | --- | ----- |
| Tsukushi Makino    |       |     |       |
| Tsukasa Domyoji    |       |     |       |
| Rui Hanazawa       |       |     |       |
| Soujirou Nishikado |       |     |       |
| Akira Mimasaka     |       |     |       |

### Boys Before Friends OST
- Wordsmith - Hook Up Hotline

## Moon River (Serie de TV)
Moon River (2014) serie de televisión taiwanesa por GTV, protagonizada por Pets Tseng y Sam Lin.

## A Different Kind of Pretty Man (Serie de TV)
A Different Kind of Pretty Man (2014), serie de televisión china, transmitida por Hunan TV, con Emma Wu y Hans Zhang.

## Special Beautiful Man (Serie de TV)
Special Beautiful Man (2017), serie de televisión china, transmitida por Hunan TV, con Adi Kan y Leon Zhang.